# Carter Island
Carter Island är en ö i Antarktis. Den ligger i havet utanför Västantarktis. Inget land gör anspråk på området.